# Aufklärung
 (octobre 2021).
Si vous disposez d'ouvrages ou d'articles de référence ou si vous connaissez des sites web de qualité traitant du thème abordé ici, merci de compléter l'article en donnant les références utiles à sa vérifiabilité et en les liant à la section « Notes et références ».

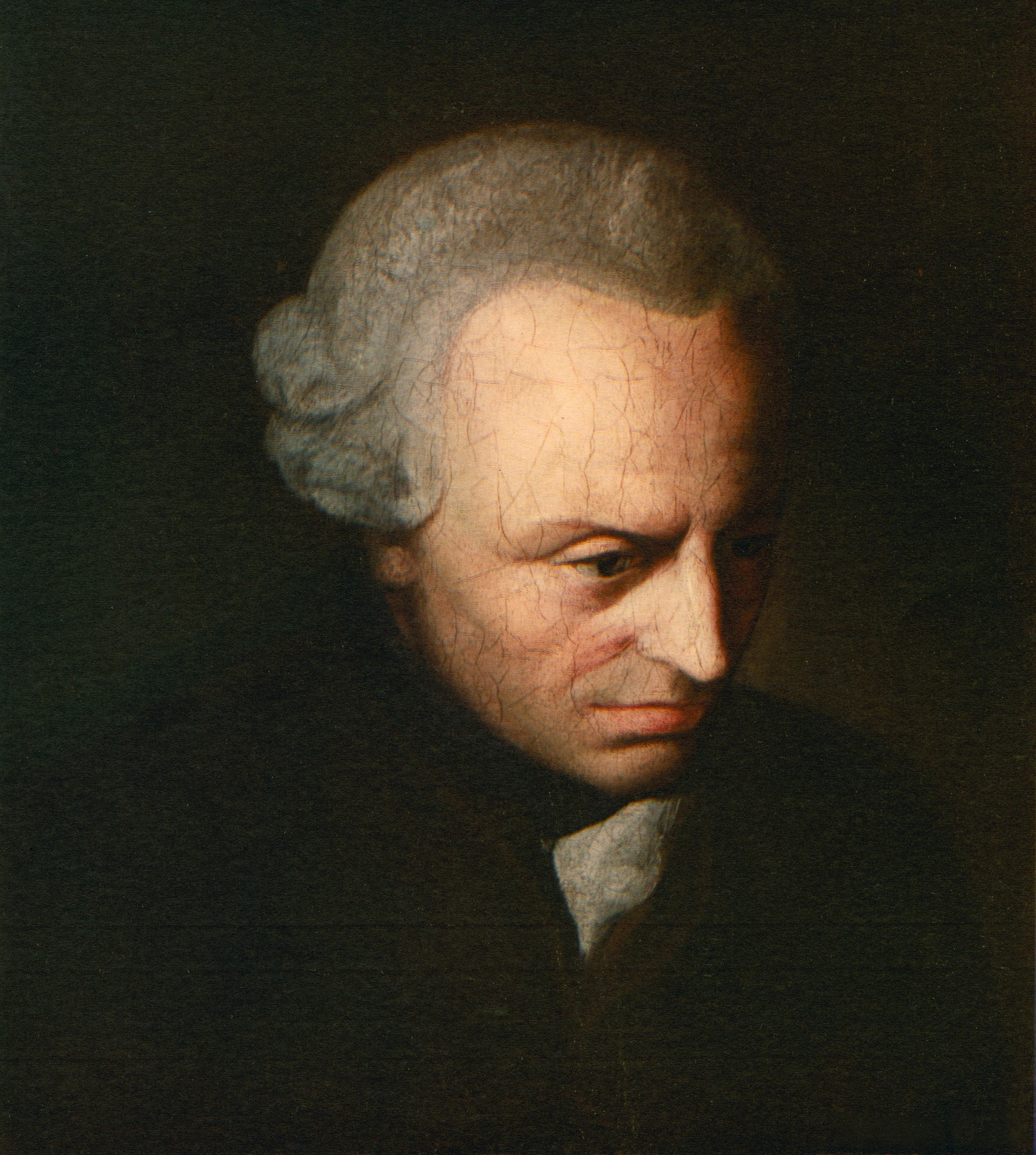
Emmanuel Kant : Was ist Aufklärung?

L'Aufklärung [ˈaʊ̯fˌklɛːʀʊŋ]  est le nom donné au siècle des Lumières en Allemagne, qui s'étend approximativement des années 1720 – 1730 aux années 1775 – 1785, durant lesquelles se développera le Sturm und Drang. Ce courant intellectuel est souvent identifié aux Lumières. Le terme Aufklärung est utilisé en Allemagne à partir de 1770 et recouvre des notions particulièrement complexes.

## Les précurseurs
Gottfried Wilhelm Leibniz (1646 – 1716), philosophe, mathématicien et scientifique, est notamment l'auteur des Essais de Théodicée (1710) et de la Monadologie (1714). Dans les Essais de Théodicée, Leibniz affirme que, de par sa perfection, Dieu n'a pu créer que « le meilleur des mondes possibles » : « Il résulte de la perfection suprême de Dieu, qu’en produisant l’univers, il a choisi le meilleur plan possible où il y ait la plus grande variété avec le plus grand ordre […] Car tous les possibles prétendant à l’existence dans l’entendement de Dieu à proportion de leur perfection, le résultat de toutes ces prétentions doit être le monde actuel, le plus parfait qui soit possible ». Leibniz défend une vision optimiste de l’univers.

## Les fondateurs
- Christian Thomasius (1655 – 1728) (…)
- Anton Wilhelm Amo (1703 – 1784) (…)
- Christian Wolff s'inscrit dans une pensée directement issue de celle de Leibniz concernant la perfection de Dieu et l'existence du mal. Dans sa Theologia naturalis de 1736, il écrit : « Le mal physique et le mal moral sont, dans cette série, inclus de telle sorte dans le bien que si l’on en retirait le mal on en retirerait en même temps le bien »[2]. L'ontologie est pour lui une discipline philosophique importante en tant que science de l’être en général. Avec Wolff sont défendues des idées fortes de l’Aufklärung et les principales thèses leibnizienne sur l'optimisme, la morale de la perfection, la connaissance fondée sur la pure déduction.

## L’évolution de l’Aufklärung
Cette section ne s'appuie pas, ou pas assez, sur des sources secondaires ou tertiaires indépendantes du sujet. Le texte peut contenir des analyses inexactes ou inédites de sources primaires.
Pour l'améliorer, ajoutez-en, ou placez des modèles {{Source secondaire souhaitée}} ou {{Source secondaire nécessaire}} sur les passages mal sourcés. (octobre 2021)
- Moses Mendelssohn, grande figure de la Haskalah (les Lumières juives) et de l'Aufklärung berlinoise, est considéré comme l'un des plus grands représentants des Lumières allemandes. Dans son Jérusalem ou Pouvoir religieux et judaïsme (1783), il se fait le défenseur de la tolérance dans la religion et la politique (l'État ne doit pas juger les citoyens en fonction de leurs opinions religieuses), et il affirme que les pouvoirs religieux et politique ne doivent pas se mêler strictement, sinon la liberté de conscience risque fortement d'être supprimée. Il soutient cependant que la religion peut inspirer l'action civique du membre de l'État, en vue du bien commun et de la liberté juridique, politique et religieuse.

- Gotthold Ephraim Lessing est un fervent militant pour la tolérance et les valeurs de cosmopolitisme et d'universalisme. Il est l'auteur de Nathan le Sage (1779) et de L’Éducation du genre humain (1780).Dans Nathan le Sage, il écrit : « Le chrétien et le juif sont-ils chrétien et juif avant d’être hommes ? ». Il condamne les croisades et les guerres de religion. Dans l'Éducation du genre humain, il affirme sa confiance dans les pouvoirs de la raison et fait un parallèle entre la révélation et l'éducation. « La révélation est au genre humain ce que l’éducation est à l’individu ». Pour Lessing, la révélation est la forme d'éducation issue de Dieu adressée au genre humain.

- Georg Christoph Lichtenberg
- Pour la littérature, il convient de citer Christoph Martin Wieland.

## Les ennemis des adeptes de l'Aufklärung
- Johann Gottfried von Herder théorise une philosophie romantique de l'histoire et s'oppose au rationalisme des Lumières françaises.
- Friedrich Heinrich Jacobi polémique contre Kant et Fichte, les accusant de spinozisme (synonyme ici d'athéisme). Il défend une position proche du fidéisme.

## Kant
En 1784, Emmanuel Kant écrit cette phrase célèbre : « L’Aufklärung, c’est la sortie de l’homme hors de l’état de minorité dont il est lui-même responsable. L’état de minorité est l’incapacité de se servir de son entendement sans la conduite d’un autre. On est soi-même responsable de cet état de minorité quand la cause tient non pas à une insuffisance de l’entendement mais à une insuffisance de la résolution et du courage de s’en servir sans la conduite d’un autre. Sapere aude ! [Ose savoir !] Aie le courage de te servir de ton propre entendement! Voilà la devise de l’Aufklärung ».

Aline Le Berre voit dans ces lignes un glissement du théocentrisme vers l'anthropocentrisme : 

« Elles revalorisent l’homme, le rendent conscient de ses potentialités et constituent un appel à l’émancipation. L’homme doit se libérer de toute tutelle, notamment celle des autres hommes, surtout celle d’un guide spirituel, ou d’un directeur de conscience comme c’était la mode à l’époque. Il ne doit pas compter sur un Dieu intervenant dans les actions humaines et auquel il faut s’en remettre pour toute décision. »

— Aline Le Berre,  Aufklärung (DITL sous la responsabilité de Jean-Marie Grassin)
Elle voit aussi apparaître chez Kant les premiers signes de l'abandon des principes optimistes de l'Aufklärung. Pour lui, l'homme est prisonnier de sa subjectivité et ne peut donc atteindre à la vérité. En cela il se démarque de l'optimisme leibnizien sur l'acquisition de la connaissance.

## L'analyse d'Hannah Arendt de l'Aufklärung
Hannah Arendt, dans son article « L'Auklarüng et la question juive » (1932) interroge les liens entre le développement de l'idée d'assimilation juive et la nouvelle conception de la vérité qui prévaut dans le mouvement de l'Aufklärung. Elle montre ainsi comment avec Lessing s'opère une distinction capitale entre vérités historiques et vérités de la raison, les premières étant contingentes, les secondes nécessaires. Comme l'explique Arendt, « Cette séparation est éminemment décisive parce qu'elle est en mesure de légitimer l'assimilation au-delà de ses aspects historiquement contingents ».

## La fin des Lumières allemandes
De même Hegel, admiratif des Lumières et de la Révolution dans sa jeunesse, dira plus tard (dans la Phénoménologie de l'esprit) que la Révolution et le rationalisme abstrait ont conduit à la Terreur. Il ne revalorise pas pour autant le sentiment contre la raison déchue, mais cherche à élaborer une rationalité qui s'accorde avec le réel.
Karl Marx et Friedrich Nietzsche, chacun de leur côté, enterreront les Lumières après avoir été influencés par elles.